# Меатотомія

«розбудова» пірсинга «ападравія»

Меатотомі́я — приклад модифікації статевого органу чоловіка. Іноді є наслідком генітального пірсингу або стриктур уретри. Також меатотомія проводиться хірургічним шляхом для збільшення отвору сечового каналу при проблемі сечового випускання.